# Палюрева къща
Палюревата къща (на гръцки: Αρχοντικό Παλιούρη) е възрожденска къща в град Костур, Гърция.
Къщата е разположена в северната традиционна махала Позери (Апозари) на улица „Христопулос“ № 50 и улица „Вардакис“, близо до църквата „Свети Архангели Позерски“. Къщата е триетажна с квадратна форма и е реставрирана и поддържана в отлично състояние.